# Pieczęć stanowa Delaware

Pieczęć stanowa Delaware

Pieczęć stanowa Delaware jest jedną z najstarszych. Przyjęto ją w 1777 roku. Świadczy o rolniczym charakterze Delaware. Statek w klejnocie oznacza, że stan ma dostęp do morza i dobrodziejstw handlu.